# Берлек (Бугульминский район)
Берлек — деревня в Бугульминском районе Татарстана. Входит в состав Петровского сельского поселения.

## География
Находится в юго-восточной части Татарстана на расстоянии приблизительно 15 км на юг по прямой от районного центра города Бугульма у речки Сула.

## История
Основана в 1920-х годах.

## Население
Постоянных жителей было: в 1926 — 86, в 1938—173, в 1949—165, в 1958—130, в 1970—144, в 1979 — 93, в 1989 — 68, в 2002 году 54 (татары 89 %), в 2010 году 70.